# Нортленд (тауншип, округ Сент-Луис, Миннесота)
Нортленд (англ. Northland) — тауншип в округе Сент-Луис, Миннесота, США. На 2000 год его население составило 161 человек.

## География
По данным Бюро переписи населения США площадь тауншипа составляет 91,7 км², из которых 89,9 км² занимает суша, а 1,7 км² — вода (1,89 %).

## Демография
По данным переписи населения 2000 года в Нортленде находилось 161 человек, 69 домохозяйств и 50 семей. Плотность населения — 1,8 чел./км². На территории тауншипа расположено 142 постройки со средней плотностью 1,6 построек на км². Расовый состав населения: 100 % белых. Испанцы или латиноамериканцы любой расы составляли 0,62 % от популяции тауншипа.
Из 69 домохозяйств в 27,5 % воспитывались дети до 18 лет, в 60,9 % проживали супружеские пары, в 7,2 % проживали незамужние женщины и в 27,5 % домохозяйств проживали несемейные люди. 20,3 % домохозяйств состояли из одного человека, при том 4,3 % из — одиноких пожилых людей старше 65 лет. Средний размер домохозяйства — 2,33, а семьи — 2,72 человека.
21,1 % населения — младше 18 лет, 5,6 % — в возрасте от 18 до 24 лет, 28,6 % — от 25 до 44, 33,5 % — от 45 до 64, и 11,2 % — старше 65 лет. Средний возраст — 42 года. На каждые 100 женщин приходилось 114,7 мужчин. На каждые 100 женщин старше 18 приходилось 108,2 мужчин.
Средний годовой доход домохозяйства составлял 49 375 долларов, а средний годовой доход семьи — 57 500 долларов. Средний доход мужчин — 46 250 долларов, в то время как у женщин — 25 625. Доход на душу населения составил 21 136 долларов. За чертой бедности находились 18,8 % семей и 15,6 % всего населения тауншипа, из которых 16,2 % младше 18 лет.